# Mexico City WCT 1977 - Doppio
Il doppio del torneo di tennis Mexico City WCT 1977, facente parte della categoria World Championship Tennis, ha avuto come vincitori Wojciech Fibak e Tom Okker che hanno battuto in finale Ilie Năstase e Adriano Panatta con il punteggio di 6–2, 6–3.

## Teste di serie
1. Wojciech Fibak /  Tom Okker (Campioni)

1. Ross Case /  Tony Roche (semifinali)

## Tabellone

### Legenda
| - Q = Qualificato - WC = Wild card - LL = Lucky loser | - ALT = Alternate - SE = Special Exempt - PR = Protected Ranking | - w/o = Walkover - r = Ritirato - d = Squalificato |

|  | Quarti di finale              | Quarti di finale                    | Quarti di finale                    | Quarti di finale                    | Quarti di finale |  |  | Semifinali                    | Semifinali                    | Semifinali                   | Semifinali                   | Semifinali                   |   |   | Finale                   | Finale                   | Finale                   | Finale | Finale |  |
|  |                               |                                     |                                     |                                     |                  |  |  |                               |                               |                              |                              |                              |   |   |                          |                          |                          |        |        |  |
|  | 1                             | Wojciech Fibak Tom Okker            | Wojciech Fibak Tom Okker            | Wojciech Fibak Tom Okker            | w/o              |  |  |                               |                               |                              |                              |                              |   |   |                          |                          |                          |        |        |  |
|  |                               | Corrado Barazzutti Vitas Gerulaitis | Corrado Barazzutti Vitas Gerulaitis | Corrado Barazzutti Vitas Gerulaitis |                  |  |  | Wojciech Fibak Tom Okker      | Wojciech Fibak Tom Okker      | 4                            | 6                            | 7                            |   |   |                          |                          |                          |        |        |  |
|  | Roberto Chavez Emilio Montano | Roberto Chavez Emilio Montano       | Roberto Chavez Emilio Montano       | 7                                   | 6                |  |  | Roberto Chavez Emilio Montano | Roberto Chavez Emilio Montano | 6                            | 4                            | 6                            |   |   |                          |                          |                          |        |        |  |
|  | Jan Kodeš Manuel Orantes      | Jan Kodeš Manuel Orantes            | Jan Kodeš Manuel Orantes            | 6                                   | 4                |  |  |                               |                               |                              |                              |                              |   |   | Wojciech Fibak Tom Okker | Wojciech Fibak Tom Okker | Wojciech Fibak Tom Okker | 6      | 6      |  |
|  | Ilie Năstase Adriano Panatta  | Ilie Năstase Adriano Panatta        | Ilie Năstase Adriano Panatta        | 6                                   | 6                |  |  |                               |                               | Ilie Năstase Adriano Panatta | Ilie Năstase Adriano Panatta | Ilie Năstase Adriano Panatta | 2 | 3 |                          |                          |                          |        |        |  |
|  | Luis Baraldi Jose Llamas      | Luis Baraldi Jose Llamas            | Luis Baraldi Jose Llamas            | 3                                   | 2                |  |  | Ilie Năstase Adriano Panatta  | Ilie Năstase Adriano Panatta  | 6                            | 6                            | 6                            |   |   |                          |                          |                          |        |        |  |
|  | 2                             | Ross Case Tony Roche                | Ross Case Tony Roche                | 6                                   | 7                |  |  | Ross Case Tony Roche          | Ross Case Tony Roche          | 7                            | 3                            | 4                            |   |   |                          |                          |                          |        |        |  |
|  |                               | Cliff Drysdale Ken Rosewall         | Cliff Drysdale Ken Rosewall         | 4                                   | 5                |  |  |                               |                               |                              |                              |                              |   |   |                          |                          |                          |        |        |  |